# Curling en los Juegos Olímpicos de Pekín 2022 – Clasificación
El torneo de curling en los Juegos Olímpicos de Pekín 2022 se realiza en el Centro Acuático Nacional de Pekín del 2 al 20 de febrero de 2022.
Participan 120 jugadores de curling (50 en la prueba masculina, 50 en la femenina y 20 en la de mixto doble) de 14 federaciones nacionales afiliadas a la Federación Mundial de Curling (WKF).

## Países clasificados
| País                    | Masculino | Femenino | Mixto doble | Deportistas |
| ----------------------- | --------- | -------- | ----------- | ----------- |
| Australia               |           |          | X           | 2           |
| Canadá                  | X         | X        | X           | 12          |
| República Popular China | X         | X        | X           | 12          |
| Corea del Sur           |           | X        |             | 5           |
| Dinamarca               | X         | X        |             | 10          |
| Estados Unidos          | X         | X        | X           | 12          |
| Italia                  | X         |          | X           | 7           |
| Japón                   |           | X        |             | 5           |
| Noruega                 | X         |          | X           | 7           |
| Reino Unido             | X         | X        | X           | 12          |
| República Checa         |           |          | X           | 2           |
| ROC                     | X         | X        |             | 10          |
| Suecia                  | X         | X        | X           | 12          |
| Suiza                   | X         | X        | X           | 12          |
| Total: 14 CON           | 50        | 50       | 20          | 120         |